# 所田温泉
所田温泉（ところだおんせん）は、福岡県宮若市（旧国筑前国）にある温泉。

## 泉質
- 放射能泉

## 温泉街
宮若市社会福祉センターに共同浴場および小浴場を設置しており、入浴施設はこの1軒のみ。温度が低いためボイラーで加熱して使用している。
宮若市中心部の西側約1kmに立地する。周辺に温泉街はない。

## 歴史
1918年（大正7年）に炭坑の試掘中に噴出した鉱泉である。古くは「所田の湯場」と言われた。当初は貝島炭砿保険組合が運営していた保養所であった。旧宮田町に移管され、町営老人休養ホーム「ことぶき」を経て社会福祉センターとなった。

## アクセス
- バス : JR九州バス直方線「太蔵西（所田温泉口から改称）」バス停より徒歩5分（福岡市・福丸・直方駅よりバスが運行）